# Greedhead Music
Greedhead Music es un sello discográfico independiente fundado por Himanshu Suri de Das Racist. Inicialmente, Suri fundó Greedhead Music como una compañía de gestión y grabación en 2008 para gestionar Das Racist. Los primeros lanzamientos de Greedhead fueron los mixtapes de 2010 del grupo, Shut Up, Dude y Sit Down, Man. El primer álbum disponible comercialmente de Das Racist, Relax, también fue el primer lanzamiento comercial del sello Greedhead. Desde entonces, Greedhead ha lanzado mixtapes en solitario de Kool A.D. (The Palm Wine Drinkard y 51) y Heems (Nehru Jackets). El sello también ha lanzado obras de Dash Speaks, Weekend Money,[6] Keepaway, Keepaway, Lakutis, Big Baby Gandhi, Le1f, Antwon, y Meyhem Lauren, así como actos que no son de hip-hop como el cantante Safe, el acto escocés de bhangra Tigerstyle, y el comediante Joe Mande.
El 9 de julio de 2015, Suri anunció que cerraría efectivamente Greedhead. Afirmó que el costo de lanzar y promocionar lanzamientos gratuitos para la lista del sello lo dejó con una deuda de más de $10,000. Suri agregó, sin embargo, que su propia música continuaría siendo lanzada en el sello Greedhead.

## Artistas
- Bear Hands
- Big Baby Gandhi
- Das Racist
- Heems
- Joe Mande
- Kool A.D.
- Lakutis
- Le1f
- Meyhem Lauren